# Saligny (gmina)
Saligny – gmina w Rumunii, w okręgu Konstanca. Obejmuje miejscowości Făclia, Saligny i Ștefan cel Mare. W 2011 roku liczyła 2158 mieszkańców.